# Raïon de Kizner
Le raïon de Kizner (russe : Кизне́рский райо́н, Kiznerski raion; oudmourte : Кизнер ёрос, Kizner joros) est un raïon de la République d'Oudmourtie en Russie,.

## Présentation
La superficie du raïon de Kizner est de 2 264,5 km2.
Le raïon de Kizner est situé dans la région sud-ouest de l'Oudmourtie. 
Le raïon de Kizner est bordé par le raïon de Vavoj au nord, le raïon de  Mojga à l'est et le raïon de Grahovo au sud-est, ainsi que le Tatarstan au sud et l'oblast de Kirov à l'ouest.
Près de 60% de la superficie est forestière. Le raïon fait partie du bassin versant de la Viatka. 
Le sous sol produit du pétrole, de l'argile et du calcaire. Il existe un gisement d'eau minérale unique près de Kizner.
Le raïon comprend 14 communes rurales : Baldeika, Bemyj, Bezmenchur, Jagoul, Kizner, Korolenko, Krymskaja Sloudka, Lipovka, Mourkoz-Omga, Sarkouz, Staraja Bodya, Staryi Karmyj, Staryje Kopki et Verhni Bemyj.
Le centre administratif est l'agglomération rurale de Kizner.
Environ 46,0 % des habitants sont des Oudmourtes, 38,2 % des Russes et 12,9 % des Tatars.
Le raïon compte des industries forestières, de transformation du bois et agroalimentaires. L'agriculture est axée sur la production de lait et de viande, ainsi que sur la culture de céréales, de plantes fourragères, de pommes de terre, de légumes et de lin.
Le raïon abrite une école d'art, une école professionnelle et un musée local.
Le journal local est Novaja žizn.
Le chemin de fer entre Moscou, Kazan et Ekaterinbourg traverse la région.
La Р320 relie Kizner et Ijevsk via Bemyj et Mojga,.

## Démographie
La population du raïon de Kizner a évolué comme suit:
| 1959   | 1970   | 1979   | 1989   | 2002   |
| ------ | ------ | ------ | ------ | ------ |
| 44 509 | 35 380 | 28 379 | 25 991 | 23 502 |

| 2009   | 2015   | 2019   | 2021   | - |
| ------ | ------ | ------ | ------ | - |
| 20 671 | 19 465 | 17 800 | 17 854 | - |

## Galerie

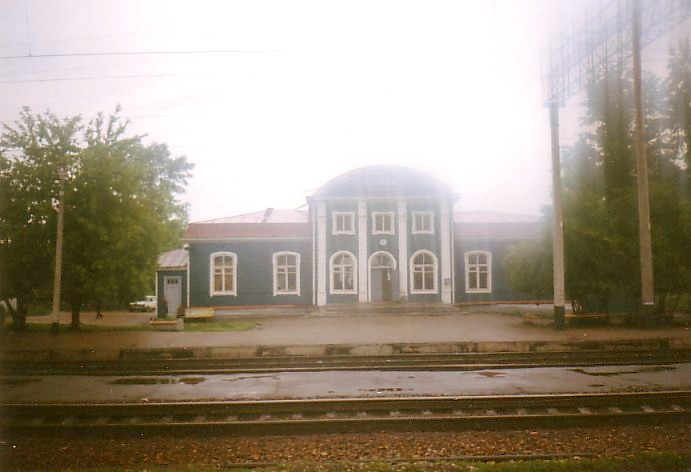
Gare de Kizner.
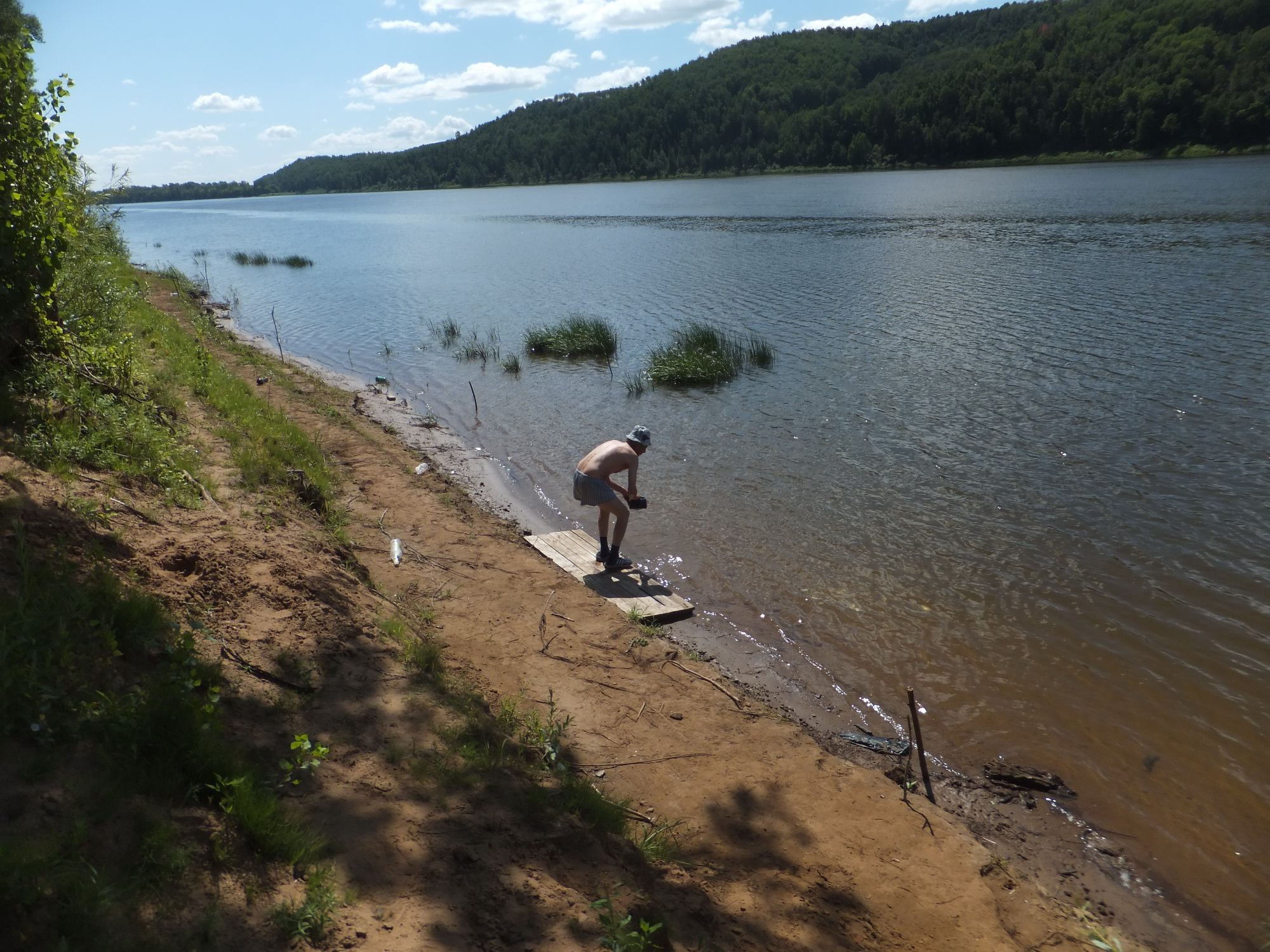